# On Fire EP
On Fire EP – EP niemieckiego muzyka Aleca Empire, wydany 7 grudnia 2007 roku przez Eat Your Heart Out Records. Promujący album The Golden Foretaste of Heaven EP zawiera utwór tytułowy, remiksy i dodatkowe utwory wcześniej wydane na singlu Robot L.O.V.E.. Początkowo utwory miały być dostępne jedynie jako MP3, jednak zdecydowano się na wydanie limitowanej edycji CD. Płyta znajduje się w niebieskim akrylowym pudełku umieszczonym w przeźroczystej folii.

## Lista utworów
Wydanie CD
1. "On Fire" (Radio Edit) - 4:31
2. "On Fire" (Hellish Vortex Club Remix) - 5:12
3. "Bug on My Windshield" (Berlin C.O.C. Remix) - 3:52
4. "On Fire" (Berlin Electro Remix) - 4:46
5. "On Fire" (Hellish Vortex Club Remix Alt. Version) 5:12
6. "Bug on My Windshield" (Berlin C.O.C. Remix Dub) 3:44
7. "On Fire" (Berlin Electro Remix Dub) - 4:46
8. "Robot L.O.V.E." - 3:48
9. "ICE" (Dub) - 4:05
10. "Naginita" - 4:54

Digital Download
1. "On Fire" (Radio Edit) - 4:31
2. "On Fire" (Berlin Electro Remix) - 4:46
3. "On Fire" (Hellish Vortex Club Remix) - 5:12
4. "Bug on My Windshield" (Berlin C.O.C. Remix) - 3:52